# Hassan Abbas
Hassan Abbas (en árabe: حسان عباس‎; Homs, Siria, 24 de enero de 1974) es un exfutbolista de Siria que jugaba en la posición de defensa central.

## Carrera

### Club
| Periodo   | Club                  |
| --------- | --------------------- |
| 1993–2010 | Al-Karamah SC         |
| 2000–2001 | → Qardaha SC (cedido) |

### Selección nacional
A nivel de selecciones menores ganó el Campeonato Juvenil de la AFC de 1994 y participó en la Copa Mundial de Fútbol Sub-20 de 1995. Jugó para Siria en 10 ocasiones de 1996 a 1998 y participó en la Copa Asiática 1996

## Logros

### Club
- Liga Premier de Siria (5): 1995–96, 2005–06, 2006–07, 2007–08, 2008–09
- Copa de Siria (5): 1995–96, 2006–07, 2007–08, 2008–09, 2009–10
- Supercopa de Siria (1): 2008

### Selección nacional
- Campeonato Sub-19 de la AFC (1): 1994